# Joy of Living: A Tribute to Ewan MacColl
Joy of Living: A Tribute to Ewan MacColl é uma compilação e álbum tributo a Ewan MacColl por vários artistas, lançado pela Cooking Vinyl Records no Reino Unido e Compass Records nos EUA em 18 de setembro de 2015. O álbum foi montado e produzido pelos filhos de MacColl, Calum e Neill.